# Touhu

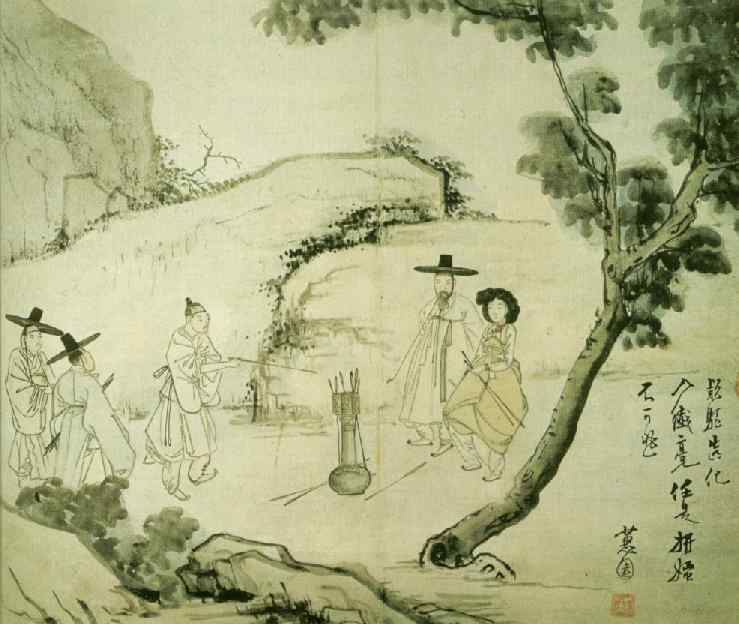
Giocare a Tuho nella foresta del pittore Hyewon Pungsokdo, XIX secolo.

Il Touhu (投壺S, 投壶P) è un gioco tradizionale dell'Asia orientale. Il gioco è nato in Cina ai tempi della dinastia Han (206 a.C.-200 d.C.) e, come viene menzionato nel Chunqiuzuochuan (Commento di Zuo sugli annali della primavera ed autunno, 5 sec a.C), i signori degli stati di Jin e Qi vi giocavano durante i banchetti. In Corea è conosciuto come Tuho (투호?), mentre in Giappone come Tōko (投壺?).
È un'attività in cui i giocatori, divisi in due squadre, lanciano delle frecce in vasi posti a distanze differenti. I recipienti in cui vengono lanciate le frecce variano per forma e dimensione e così anche le frecce stesse, di cui ogni giocatore ne detiene 12. I punti vengono assegnati in base alla vicinanza delle frecce al centro del vaso.

## In Corea
Dal periodo dei 3 regni (?-668) fino alla tarda dinastia Joseon (1392-1910), il Tuho non è visto solo come un gioco ma anche come un metodo per imparare l'etichetta confuciana e l'educazione. Esso veniva frequentemente promosso durante le lezioni tenute ai banchetti come forma d'arte ed abilità, degna di essere coltivata dai gentiluomini confuciani. Di conseguenza il Tuho veniva praticato principalmente nelle corti regali e tra i membri della classe elitaria reggente. Il re Seongjong di Joseon (1457-1494), nel decimo anno del suo regno, fece riferimento al Tuhoui (투호의?, "l'etichetta del Tuho”) e incoraggiò fortemente i membri della sua corte a praticare questo gioco e ad organizzare gare di Tuho stesso. Negli anni successivi, nel terzo giorno del terzo mese lunare e nel nono giorno del nono mese lunare, anziani cortigiani partecipavano a gare di Tuho, organizzate durante banchetti come i giroyeon (기로연?) e i giyeonghoe (기영회?). Il gioco era visto anche come un passatempo per la regina ed altre donne della classe regnante di Joseon.